# Reay
Reay är en by i Highland i Skottland. Byn är belägen 15 km 
från Thurso. Orten har 594 invånare (2011).